# Sacred ground
Sacred ground is het tweede studioalbum van California Transit Authority. De heren hadden vijf geluidsstudios nodig om hun tweede boreling ter wereld te kunnen brengen. Het “California” uit de bandnaam is terug te vinden in de plaats van alle gebruikte studio’s: Californië. In tegenstelling tot het eerste album waarop veelal oud hergebruikt oud materiaal uit de tijd van Chicago te horen was, bestaat dit album uit bijna geheel nieuw materiaal. De muziek doet sterk denken aan de begintijd van de band Chicago, eerste vijf albums. 

## Musici
- Danny Seraphine – slagwerk
- Marc Bonilla – gitaar, zang
- Ed Roth – toetsinstrumenten
- Mick Mahan – basgitaar
- Peter Fish – toetsinstrumenten

Met
- Larry Braggs,Bill Champlin, Will Champlin, Wes Quave, Eric Redd – zang
- Luis Conte – percussie
- Travis Davis – basgitaar, achtergrondzang
- Andrew Ford – basgitaar
- Monet Owens – achtergrondzang
- Rick Keller – tenorsaxofoon, dwarsfluit
- Jamie Hovorka – trompet, flugelhorn
- Chris Tedesco, Walt Fowler, Rob Schaer, Gary Halopff – trompet
- Francisco Torres, Nick Lane - trombone

## Muziek
| Nr. | Titel                                                   | leadzang                    | Duur |
| --- | ------------------------------------------------------- | --------------------------- | ---- |
| 1.  | Sacred ground (Bonilla)                                 | Will Champlin               | 4:53 |
| 2.  | The real world (Bonilla, Seraphine, Roth, Mahan)        | Larry Braggs                | 4:25 |
| 3.  | I love you more than you’ll ever know (Al Kooper)       | Larry Braggs                | 5:52 |
| 4.  | Out of reason (Bonilla, Greiner)                        | Marc Bonilla                | 3:07 |
| 5.  | Primetime (Bonilla, Seraphine, Roth, Mahan)             |                             | 4:48 |
| 6.  | Conviction (Song for Ronnie) (Roth)                     |                             | 0:59 |
| 7.  | Strike (Will Champlin, Brett Nolan)                     | Will Champlin               | 4:04 |
| 8.  | Chorale (Bonilla)                                       |                             | 1:12 |
| 9.  | Full circle (Bonilla, Seraphine, Fish)                  | Bill Champlin               | 5:07 |
| 10. | Staring at the sun (Bonilla, Seraphine, Roth, Mahan)    | Marc Bonilla, Will Champlin | 3:44 |
| 11. | In the kitchen (in loving memory of Polly Mahan) (Fish) |                             | 2:58 |
| 12. | Take me back to Chicago (Seraphine, Wolinski)           | Larry Braggs                | 6:25 |
| 13. | Go on (Roth, Redd)                                      | Eric Redd                   | 4:42 |
| 14. | Daydream lover (Quave, Middler, Bonilla)                | Wes Quave                   | 4:25 |